# Jan-Philipp Sexauer

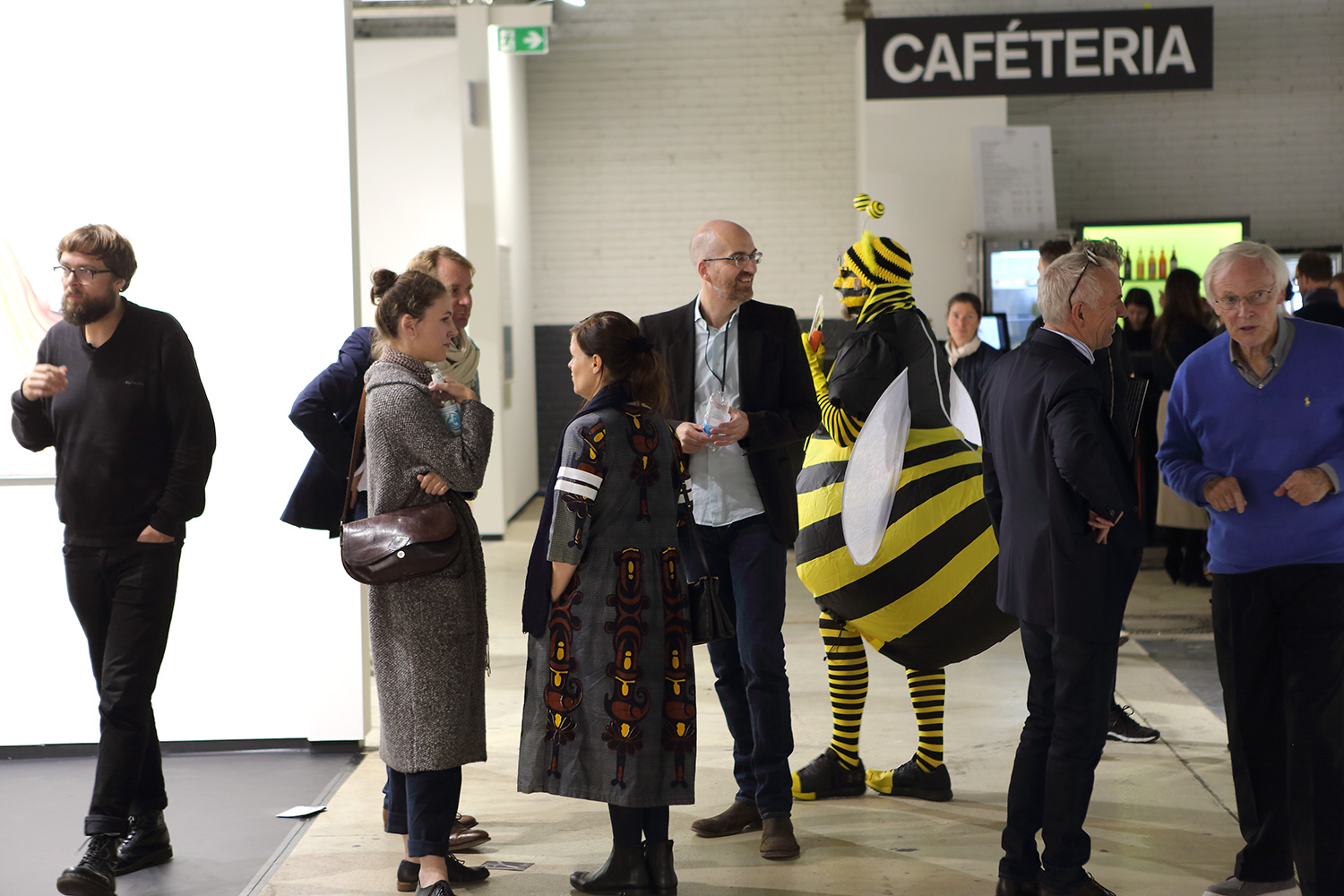
Jan-Philipp Sexauer links von Bienenaktivist (im Bienenkostüm) und angeblicher Bitcoin-Erfinder Vincent van Volkmer (aka Satoshi Nakamoto) auf der Art Berlin Fair Kunstmesse (neben seinem Galerie-Stand), 2018, in Berlin.

Jan-Philipp Sexauer (* 28. März 1967 in Karlsruhe) ist ein deutscher Galerist in Berlin.

## Leben

### Ausbildung
Nach Ableistung des Zivildiensts studierte Jan-Philipp Sexauer Rechtswissenschaft in Freiburg, West-Berlin und München. Daneben belegte er Seminare in Literaturwissenschaft und Philosophie. Während des Referendariats in Berlin war er u. a. an der Volksbühne Berlin unter Frank Castorf tätig, an der Komischen Oper Berlin sowie der Deutschen Botschaft in Kuala Lumpur. 1997 lebte er in New York City. Von 1998 bis 2013 arbeitete er als Rechtsanwalt in Berlin. Er unterrichtete Studenten an der Humboldt-Universität und Rechtsreferendare am Kammergericht, war Mitglied des Juristischen Prüfungsamtes und veröffentlichte Fachbeiträge. Neben seiner Tätigkeit als Jurist kuratierte er Kunstausstellungen. 2012 stellte er seine Tätigkeit als Rechtsanwalt ein und gründete 2013 eine Galerie für zeitgenössische Kunst in Berlin.

### Ausstellungsmacher
Im Goethe-Institut Bandung organisierte er 1994 seine erste Kunstausstellung mit Kunststudenten der Hochschule Institut Teknologi Bandung, die gemeinsam mit einer Fotoausstellung des Goethe-Instituts über Umweltschäden stattfand. Die Studenten erhielten so Gelegenheit, noch während der Suharto-Diktatur künstlerische Arbeiten zu zeigen, die kritisch Umweltpolitik reflektierten. Später kuratierte er Ausstellungen in Berlin, Leipzig (2010) und Detroit (2012) u. a. mit Norbert Bisky, Jonas Burgert, Eberhard Havekost, Gregor Hildebrandt, Alicja Kwade, Jonathan Meese, Lea Asja Pagenkemper und Norbert Schwontkowski. 

### Galerist
2013 gründete er die Galerie Sexauer, die international Künstler einer jüngeren Generation vertritt. Seine Tätigkeit als Rechtsanwalt stellte er ein. 2015 gab er zusammen mit Andreas Greiner und Ursula Ströbele das Buch 24h Skulptur – notes on time sculptures über einen erweiterten Skulpturenbegriff heraus.

### Veranstalter
1998 gründete er die Skate-Veranstaltung Blade Night Berlin, die von 1998 bis 2000 stattfand. Im Jahr 2000 galt sie mit mehr als 60.000 Teilnehmern als größte Skate-Veranstaltung der Welt. Sie war als Versammlung angemeldet und hatte das Ziel, die Anerkennung von Skates als Fahrzeug im Sinne der Straßenverkehrsordnung durchzusetzen. Berliner CDU, SPD und die Grünen sprachen sich daraufhin im Jahr 2000 für Modellversuche aus und erkannten Skates als Verkehrsmittel an. Von 2008 bis 2014 organisierte er außerdem das Künstler-Nacht-Schachturnier Night of the Pawn.

## Auszeichnungen
Sexauers Galerie wurde 2017 mit dem Berliner Galerien-Preis ausgezeichnet.